# Karen Pierce
Karen Elizabeth Pierce (23 de septiembre de 1959) es una diplomática británica, que se desempeña como representante permanente de su país ante la Organización de las Naciones Unidas en Nueva York. Así, se convirtió en la primera mujer en desempeñar el cargo.

## Carrera
Fue educada en la escuela para niñas de Penwortham en Lancashire y en Girton College de Cambridge. Se unió al Foreign and Commonwealth Office (FCO) en 1981. Después de un período de capacitación en idioma japonés, fue enviada a Tokio como tercera secretaria en 1984. En 1987, regresó a Londres y se unió al Departamento de Política de Seguridad del FCO. De 1992 a 1995, trabajó en Washington D. C., como Secretaria Privada del Embajador. Ocupó diversos cargos en el Ministerio entre 1996 y 2000: líder de equipo para Ucrania, Bielorrusia y Moldavia (1996 a 1997), subdirectora del Departamento del Este del Adriático (Balcanes) (1997 a 1999) y jefa de la Sala de prensa del FCO (1999 a 2000).
De 2006 a 2009, fue Representante Permanente Adjunta del Reino Unido ante las Naciones Unidas en Nueva York. Allí fue Presidenta del Consejo de Seguridad de la ONU en abril de 2007 y en mayo de 2008. De 2009 a 2012 fue Directora de Asia Meridional y Afganistán en el FCO, y representante Especial del Reino Unido para Afganistán y Pakistán entre junio de 2010 y junio de 2011. En 2012 obtuvo una maestría en Estrategia Internacional y Diplomacia de la London School of Economics.
De 2012 a 2015 fue Representante Permanente del Reino Unido ante la Oficina de la Organización de las Naciones Unidas en Ginebra, y también en otras organizaciones internacionales en Ginebra, incluida la Organización Mundial del Comercio. De mayo de 2015 a febrero de 2016 fue embajadora del Reino Unido en la República Islámica de Afganistán. Hasta principios de 2018, se desempeñó como directora general política del FCO. Fue designada como representante Permanente del Reino Unido ante la ONU en enero de 2018.

## Vida personal
Está casada con Charles Roxburgh, un funcionario de alto rango en HM Treasury. Juntos tienen dos hijos, nacidos en 1991 y 1997.